# Oberlin College

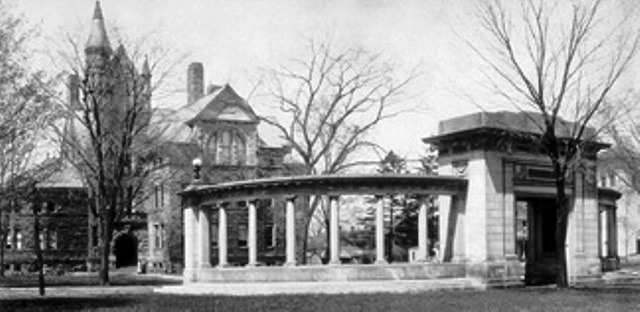
Oberlin College in 1909

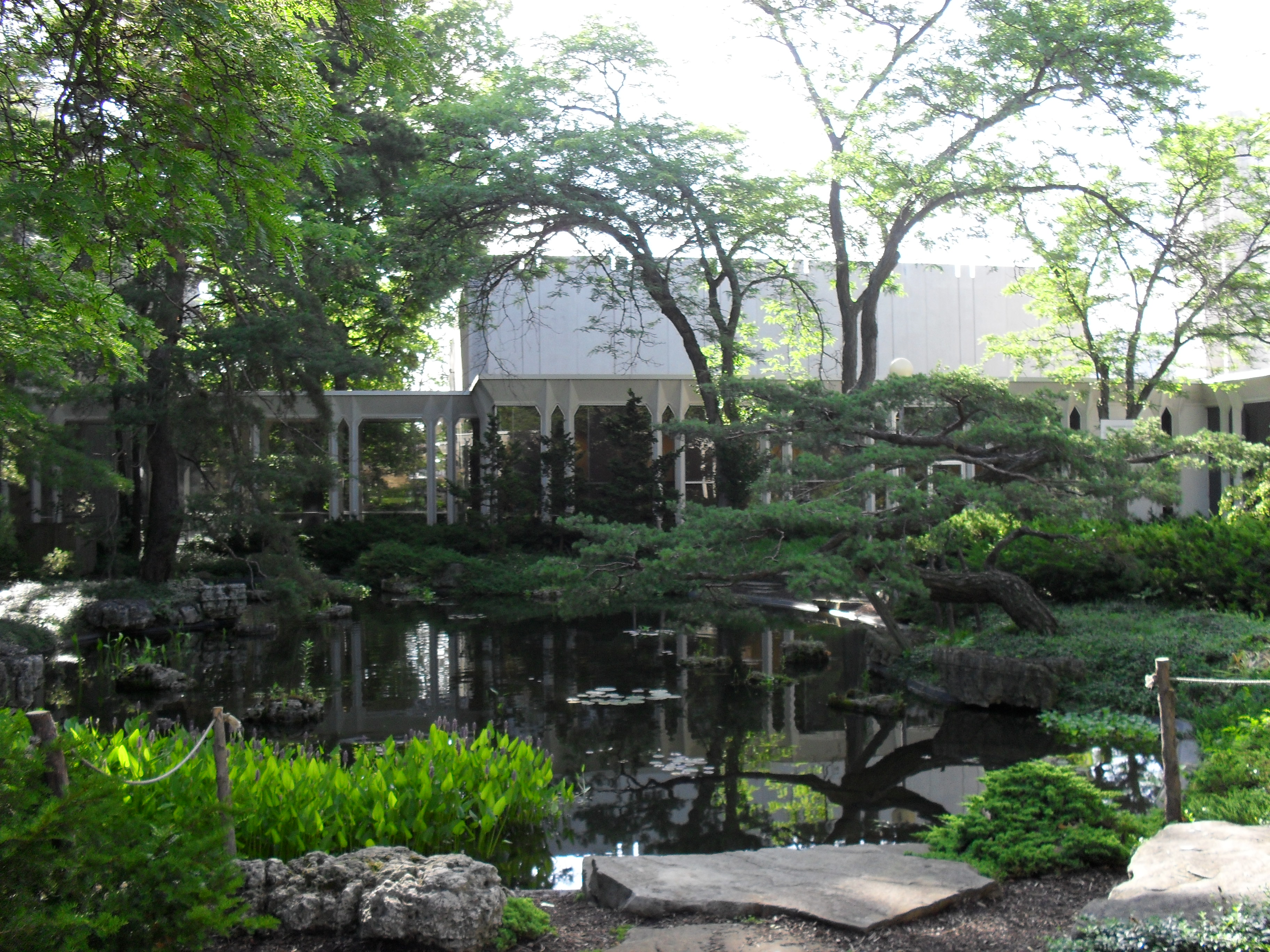
Het conservatorium, verbonden aan het Oberlin College in 2011

Het Oberlin College is een privé-instituut voor hoger onderwijs in de plaats Oberlin in de Amerikaanse staat Ohio. Het was het eerste instituut voor hoger onderwijs in de Verenigde Staten dat vrouwen toeliet onder gelijke voorwaarden als mannen. 
Aan Oberlin College verbonden is een vermaard conservatorium en het Allen Memorial Art Museum. Oberlin College heeft zo'n 3000 studenten. 

## Bekende personeelsleden en alumni
Dan Millman is als docent lichamelijke opvoeding aan het college verbonden. Schrijfster en activiste bell hooks gaf er Amerikaanse literatuur. Zangeres Ré Koster was er een tijdje zangpedagoge. Joan Feynman (1927 –  2020) studeerde er natuurkunde.